# Wohn- und Wirtschaftsgebäude Bahnhofstraße 10
Das Wohn- und Wirtschaftsgebäude Bahnhofstraße 10 in der niedersächsischen Gemeinde Wilstedt wurde in der zweiten Hälfte des 18. Jahrhunderts gebaut und am Anfang des 19. Jahrhunderts erneuert. Aktuell (2025) wird es zum Wohnen genutzt.
Das Gebäude steht unter Denkmalschutz (siehe auch Liste der Baudenkmale in Wilstedt).

## Geschichte und Beschreibung
Wilstedt wurde 860 erstmals erwähnt und gehört zur Samtgemeinde Tarmstedt im heutigen Landkreis Rotenburg (Wümme).
Das eingeschossige giebelständige Wohn- und Wirtschaftsgebäude als Zweiständer-Hallenhaus, in gleichmäßigem Gitterfachwerk mit Steinausfachungen, reetgedecktem Krüppelwalmdach, Niedersachsengiebel mit Uhlenloch, Pferdeköpfe und der später verglasten Grooten Door mit Korbbogen, wurde im Kern um 1770 gebaut und 1818 für Hinrich Mohrman und Frau (Inschrift) umfassend erneuert. Das Innengerüst blieb erhalten. Das Haus gehörte einem Anbauern (1862: Johann Hinrich Mohrmann).
Das Landesdenkmalamt befand u. a.: „… ein regionstypisches Hallenhaus der zweiten Hälfte des 18. Jahrhunderts in Zweiständerkonstruktion ….“